# Como Iniciar uma Revolução
Como Iniciar uma Revolução é um documentário britânico premiado com o BAFTA sobre o indicado ao Prêmio Nobel da Paz e teórico político Gene Sharp , descrito como o principal estudioso do mundo sobre a revolução não - violenta. O filme de 2011 que descreve as ideias de Sharp e sua influência nas revoltas populares em todo o mundo.  Exibido em cinemas e televisão em mais de 22 países, tornou-se popular entre o Movimento Occupy Wall Street .

## Sinopse
Dirigido pelo jornalista britânico Ruaridh Arrow, o filme segue o uso do trabalho de Gene Sharp em grupos revolucionários em todo o mundo.  Há um enfoque especial no texto-chave de Sharp, From Dictatorship to Democracy que foi traduzido por ativistas da democracia em mais de 30 idiomas e usado em revoluções da Sérvia e Ucrânia para o Egito e a Síria. O filme descreve como os 198 métodos de ação não violenta da Sharp inspiraram revoltas em todo o mundo.

## Elenco
Um personagem principal do filme é Gene Sharp , fundador da Albert Einstein Institution , e um candidato de 2009 e 2012 para o Prêmio Nobel da Paz.  Sharp é estudioso de ação não violenta há mais de 50 anos e tem sido chamado de "Maquiavel da não-violência" e " Clausewitz da guerra não-violenta". Outros personagens principais incluem Jamila Raqib, uma ex-refugiada afegã e diretora executiva da Albert Einstein Institution; Coronel Robert "Bob" Helvey ; Srđa Popović , líder do Otpor! grupo de estudantes da Sérvia; Ahmed Maher, líder do grupo democrata do 6 de abril no Egito; e Ausama Monajed, ativista sírio.

## Pano de Fundo e Produção
O jornalista escocês Ruaridh Arrow, que escreveu, dirigiu e co-produziu o filme, explicou que ele aprendeu sobre o trabalho de Gene Sharp como aluno, e depois ouviu que os livretos da Sharp estavam aparecendo nos locais de muitas revoluções.  Mas o próprio Sharp permaneceu em grande parte desconhecido.  Ao explicar sua motivação para fazer o filme, Arrow afirmou que: 
Aqui estava este velho [Gene Sharp] sentado em uma casa amassada em Boston e é aí que os revolucionários pedem conselhos. Foi um dos grandes segredos do mundo. Foi um pouco de magia e eu tive que fazer um filme sobre isso.
 O filme foi financiado pelo Ruaridh Arrow e fundos adicionais foram arrecadados através do site de crowdfunding americano Kickstarter. O filme arrecadou US $ 57.342 em pouco menos de 4 semanas tornando-o o filme britânico mais bem-sucedido de crowdfunding atualmente concluído.  Vários grandes nomes são creditados pelos produtores com o apoio do projeto de crowdfunding, incluindo o diretor Richard Linklater e a atriz Miriam Margolyes. O financiamento foi doado pelo colecionador de arte norte-americano James Otis, que vendeu a maior coleção de pertences de Gandhi, incluindo os icônicos óculos e sandálias de Gandhi, em 2009. Otis afirmou que ele estava vendendo os itens para ajudar a financiar projetos de luta não violenta e é descrito como o produtor executivo do filme.
A fotografia principal começou em maio de 2009 com o diretor de fotografia Philip Bloom em Boston.  Sequências de entrevistas foram filmadas em câmeras Sony EX1 com um adaptador de lente Letus 35mm e a câmera Canon 5dmk2 DSLR.  Ruaridh Arrow viajou para o Egito para filmar a revolução egípcia em fevereiro de 2011, mas seu equipamento de câmera foi apreendido pela polícia secreta egípcia no desembarque e seqüências-chave tiveram que ser filmadas no iphone4.  Arrow reportou ao vivo da Praça Tahrir para a BBC News durante este período.

## Lançamento e elogios
A estreia aconteceu em Boston no dia 18 de setembro de 2011, um dia depois de os protestos do Occupy Wall St começarem oficialmente em Nova York.  O filme foi aplaudido de pé e ganhou o prêmio de Melhor Documentário e Impacto de Massa no Festival de Cinema de Boston , e passou a ser exibido pelos acampamentos Occupy nos EUA e na Europa, incluindo o Bank of Ideas em Londres.
A estreia europeia foi realizada no Raindance Film Festival, em Londres, onde o filme recebeu o prêmio de Melhor Documentário.  Os prêmios subseqüentes incluíram o Festival de Cinema Internacional de Melhor Documentário em Fort Lauderdale de 2011, o Prêmio Especial do Júri One World Film Festival Ottawa, o Prêmio do Júri Bellingham Human Rights Film Festival e Melhor Filme, Barcelona Human Rights Film Festival.  O filme venceu o BAFTA escocês para novos talentos em abril de 2012 e foi indicado para um prêmio Grierson em julho de 2012.
Como iniciar uma revolução foi pego para distribuição pela TVF International no Reino Unido e 7 Art Liberação em os EUA.  O filme teria sido traduzido para nove idiomas, incluindo japonês e russo. O Instituto Albert Einstein informou que o filme foi exibido internacionalmente em várias estações de televisão.

## Recepção
O filme recebeu uma recepção crítica positiva.  Recebeu quatro estrelas na Time Out London , "um lembrete da importância do pensamento intelectual para o cotidiano". O Huffington Post disse que foi uma "conversa vital para iniciantes e uma ferramenta educacional em um mundo inundado de violência" e o Daily Telegraph, do Reino Unido, descreveu-o como um "World conquisting Documentary". O New York Times chamou-o de "documentário nobre", mas criticou a ausência do contexto histórico das lutas não violentas que antecederam a Sharp.  Variety descreveu o filme como "simples", "informativo" e "com potencial para ser atualizado à medida que os eventos mundiais se desenrolam", afirmando que "deve ter uma vida útil longa".  Referências negativas foram feitas ao uso de música dramática durante certas seqüências.

## Influência
Como Iniciar uma Revolução foi lançado em 18 de setembro de 2011, um dia depois dos primeiros protestos do Occupy em Wall Street, Nova York.  O filme foi descrito como o filme não oficial do movimento Occupy e exibido em acampamentos nos EUA e na Europa.  Foi um dos vários eventos de alto nível realizados no Bank of Ideas, em Londres, juntamente com um concerto da banda britânica Radiohead.[carece de fontes?]
Em 2012, após a eleição geral mexicana, um dos maiores jornais do país informou que manifestantes circulavam uma tradução pirata em espanhol de Como iniciar uma revolução, que se tornou viral no país.  A tradução foi vista mais de meio milhão de vezes no espaço de três dias.  Reportagens também foram publicadas citando a exibição do filme na televisão espanhola paralelamente à ampla discussão do trabalho de Sharp no movimento antiausteridade espanhol 15-M .
A estreia acadêmica foi organizada pelo Programa de Negociação da Harvard Law School em 11 de outubro de 2011, e em fevereiro de 2012, Como iniciar uma revolução foi exibido para uma audiência de MPs e Lords no Reino Unido Casas do Parlamento pela All Grupo Parlamentar do Partido sobre Questões de Conflito (APPGCI), que contou com a participação de Gene Sharp.
Um filme sobre a criação de Como iniciar uma revolução , intitulado Road to Revolution , foi exibido em janeiro de 2012 pela Current TV no Reino Unido.
Em 22 de janeiro de 2017, após a posse do presidente Donald Trump, o canal da PBS America exibiu Como iniciar uma revolução, logo após uma investigação da Frontline sobre sua eleição.

## Touch Documentary
Em 2012, Como iniciar uma revolução foi um dos primeiros " Touch Documentaries" a ser lançado usando a plataforma Apple iPad.  O filme foi integrado na plataforma junto com quatro dos livros de Gene Sharp em várias línguas, incluindo From Dictatorship to Democracy , e várias palestras da Sharp.  O aplicativo é complementado por análise e mapeamento por satélite que é oferecido ao espectador enquanto assiste ao filme.  Um "Monitor de Revolução" também está incluído, o qual fusiona os mapas do Google Earth com o Twitter exibindo tweets e links do YouTube de grupos e indivíduos revolucionários quando os países de interesse são tocados pelo espectador.  Uma revisão pela Rede Paz & Collaborative descreveu o aplicativo como "simplesmente um must-have entre paz estudos eruditos, aqueles que trabalham ativamente para iniciar ou reorganizar revoluções, ou quem está interessado na logística, história e resultados das revoluções não violentas" O Touch Documentary de Como iniciar uma revolução foi selecionado para o prêmio International Best Digital Media no One World Media Awards 2013